# Żychlin (gmina w guberni warszawskiej)
Żychlin  (alt. Żychlin-Osada)  – dawna gmina wiejska istniejąca przejściowo w XIX wieku w guberni warszawskiej. Siedzibą władz gminy była osada miejska Żychlin.
Gmina Żychlin powstała 19 maja?/31 maja 1870 w powiecie kutnowskim, w związku z utratą praw miejskich przez miasto Żychlin i przekształceniu go w wiejską gminę Żychlin  w granicach dotychczasowego miasta, po przyłączeniu do niej części obszaru dotychczasowej wiejskiej gmina Żychlin. Aby uniknąć dwóch gmin o tej samej nazwie – dotychczasową (częściowo okrojoną) gminę Żychlin przemianowano na gminę Dobrzelin.
W 1874 roku obie wiejskie gminy (Dobrzelin i Żychlin-Osada) zostały połączone w jedną wiejską gminę Żychlin. 